# Micrambe wollastoni
Micrambe wollastoni is een keversoort uit de familie harige schimmelkevers (Cryptophagidae). De wetenschappelijke naam van de soort werd in 1941 gepubliceerd door Nils Bruce.